# Chrysolina polita
Chrysolina polita é uma espécie de artrópode pertencente à família Chrysomelidae.